# Amamiclytus dembickyi
Amamiclytus dembickyi är en skalbaggsart som beskrevs av Holzschuh 1991. Amamiclytus dembickyi ingår i släktet Amamiclytus och familjen långhorningar. Inga underarter finns listade i Catalogue of Life.